# Rappen
Ein Rappen ist eine Kleinmünze, die früher im südwestdeutschen Raum und in der heutigen Nordschweiz sowie im südlichen Elsass, dem Sundgau, verbreitet war. Heute ist der Schweizer Franken in 100 Rappen (Abkürzung: Rp.) unterteilt.

## Etymologie
Die Münzbezeichnung „Rappen“ ist etymologisch identisch mit dem Tiernamen Rapp, einer expressiven Nebenform von Rabe. Erstmals bezeugt ist der Rappen für Münzen, die im zweiten Viertel des 14. Jahrhunderts in Freiburg im Breisgau geprägt wurden. Dabei handelte es sich wohl ursprünglich um eine Spottbezeichnung für den an einen Raben gemahnenden aufgeprägten Adler; eine Rolle spielte vielleicht auch die Erinnerung an die schlechten Pfennige, die der Herr von Rappoltstein Ende des 13. Jahrhunderts unbefugt prägen ließ und in Umlauf brachte („Kolmarrappen“).

## Geschichte
Dieser Münztyp war am Oberrhein sehr verbreitet. Im sogenannten Rappenmünzbund von 1377 schlossen sich zahlreiche Münzstätten in diesem Raum zusammen, darunter der Bischof von Basel auch für seine Münzstätte in Breisach, im Elsass Colmar, Thann und der Sundgau, aus der heutigen Schweiz die Städte Basel, Schaffhausen, Zofingen, Zürich, Bern, Solothurn und Neuenburg sowie in Vorderösterreich Freiburg und weitere Orte im Breisgau. Das Ziel war, ein einheitliches Münzwesen und damit wirtschaftliche Erleichterung zu schaffen. Der Rappenpfennig war darin die Hauptwährungseinheit. 1584 wurde dieser Bund aufgelöst.

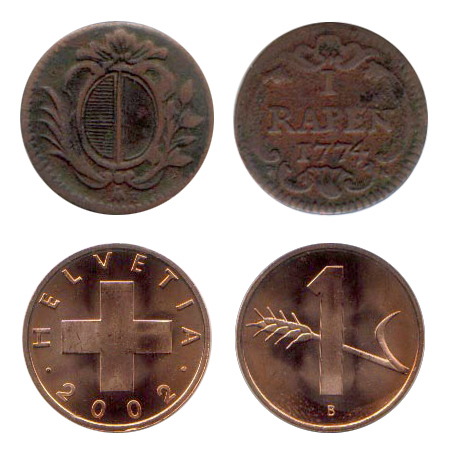
Luzerner Rappen von 1774 und moderner Schweizer Rappen

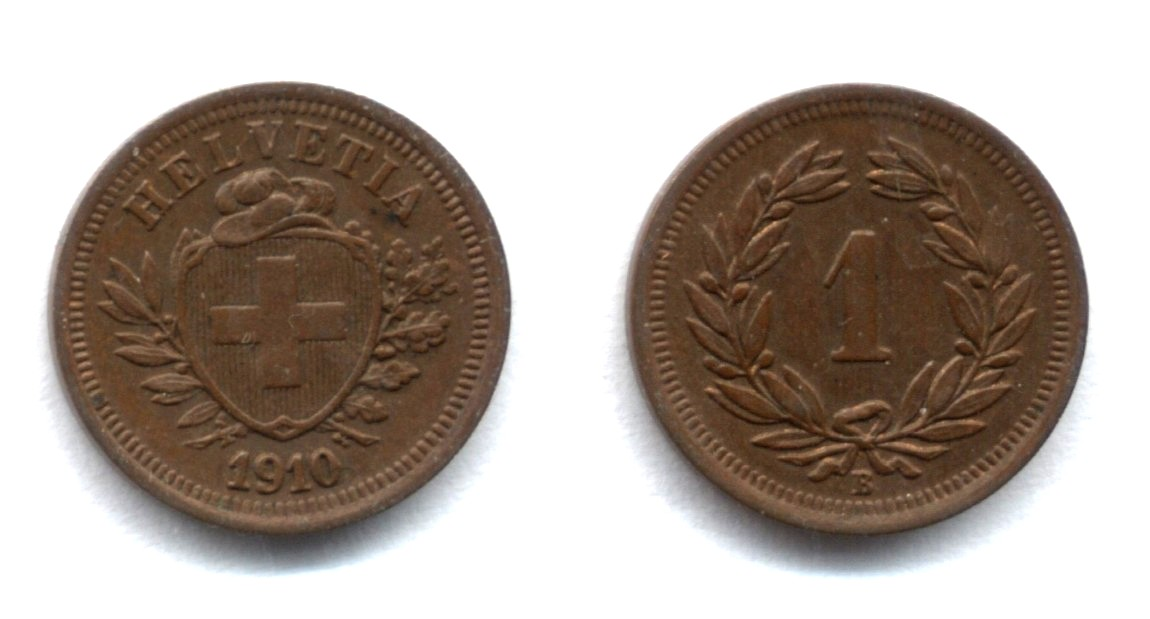
1 Rappen (1910)

Mehrere Schweizer Kantone prägten weiterhin Rappen. 1798 wurde in der Helvetischen Republik der Franken zu 100 Rappen eingeführt. Diese Währung konnte die kantonalen Münzeinheiten nie ganz verdrängen. Nach dem Ende der Helvetik 1803 prägten die Kantone sowohl Rappen als auch andere, von Kanton zu Kanton unterschiedliche Kleinmünzen. 1850, nach der Gründung des Bundesstaates, wurde als einheitliche Schweizer Währung der heutige Franken eingeführt, der einem französischen Franc, aber 0,7 alten Schweizer Franken entsprach. So entsprach ein Rappen bis zur Auflösung der Lateinischen Münzunion 1927 einem französischen Centime. Deshalb lautet auch heute noch die Bezeichnung für den Rappen auf Französisch centime (c.) und auf Italienisch centesimo (ct.).

## Heutige Prägung
Heute prägt die Schweiz Münzen zu fünf, zehn und zwanzig Rappen, sodann die ½-Franken-Münze (wie sie offiziell heißt), die einer Fünfzigrappenmünze entspricht. Bis 2006 wurden Einrappenstücke geprägt, die auf den 1. Januar 2007 außer Kurs gesetzt wurden. Im Zahlungsverkehr hatten sie jedoch schon lange keine Bedeutung mehr. Die Prägung von Zweirappenstücken wurde bereits 1974 eingestellt; 1978 wurden sie außer Kurs gesetzt. In den Jahren 2005 und 2006 wurde darüber diskutiert, aufgrund zu hoher Kosten und angeblich mangels Bedarfs die Prägung des Fünfrappenstücks einzustellen. Argumentiert wurde insbesondere, dass das Fünfrappenstück an Ticketautomaten des öffentlichen Verkehrs oder an Parkplatzuhren nicht mehr angenommen würde. Von diesem Plan, den Fünfräppler außer Kurs zu setzen, kam der Bundesrat jedoch Mitte 2006 ab, so dass Fünfräppler weiterhin geprägt werden. In der Zwischenzeit seien auch die Produktionskosten wieder gesunken.

## Sprachliches
Die umgangssprachliche Bezeichnung für das Einrappenstück lautet Räppler (oder Einräppler), während die Bezeichnung Räppli für Rappenmünzen in der Schweiz – entgegen der landläufigen Meinung im deutschsprachigen Ausland – ungebräuchlich ist.
In Basel existiert zwar der Begriff Räppli, bezeichnet jedoch keine Münze, sondern Konfetti. Die Vielfachen des Rappens werden kurz Füfi oder Füfer (oder je nach Dialekt Föifi, Föifer, Fünfi, Fünfer), Zähni oder Zähner, Zwänzgi oder Zwänzger und Füfzgi oder Füfzger genannt. Bemerkenswert zu diesem Sprachgebrauch ist, dass der Fünfzigräppler kein Rappen-, sondern ein Frankennominal ist: aufgeprägt ist «½ Fr.»
Das Verb berappen ist wahrscheinlich nicht vom Münznamen abgeleitet, sondern geht am ehesten auf das Rotwelsche zurück.